# Óxido de propileno
O óxido de propileno é um composto orgânico com a fórmula molecular CH3CHCH2O. Este líquido volátil incolor com um odor semelhante ao éter, é produzido em grande escala industrialmente. Sua principal aplicação é o uso na produção de polióis poliéter para uso na fabricação de plásticos de poliuretano. É um epóxido quiral, embora seja comumente usado como uma mistura racêmica.
Este composto é às vezes chamado de óxido de 1,2-propileno para distingui-lo de seu isômero 1,3-óxido de propileno, mais conhecido como oxetano.
Usos
```
PROPILENO GLICOL E OUTROS GLICÓIS; ESPUMAS DE URETANA; DETERGENTES; AMINAS DE ISOPROPANOL; LUBRIFICANTES SINTÉTICOS; ELASTÔMEROS SINTÉTICOS.
```

## Produção
A produção industrial do óxido de propileno começa a partir do propileno. São utilizadas duas abordagens gerais, uma envolvendo  hidrocloração e a outra a oxidação.  em 2005, cerca da metade da produção mundial era efetuada através da tecnologia da clorohidrina  e a outra metade através de vias de oxidação.  A importância desta última abordagem está a aumentar.

### Rota de hidrocloração
A via tradicional passa pela conversão de propeno em propileno-clorohidrina de acordo com o seguinte esquema simplificado:
A mistura de 1-cloro-2-propanol e 2-cloro-1-propanol é então desidroclorada. Por exemplo:
O cal (hidróxido de cálcio) é frequentemente utilizada para absorver o HCl.
1. 1 2 3 4 5  NIOSH Pocket Guide to Chemical Hazards. «#0538» (em inglês). National Institute for Occupational Safety and Health (NIOSH)
2. 1 2
3. ↑  Haynes   2011, p. 3.577
4. ↑  Haynes   2011, p. 5.24
5. ↑  "NFPA DIAMOND". www.otrain.com.
6. ↑  GOV, NOAA Office of Response and Restoration, US. "PROPYLENE OXIDE | CAMEO Chemicals | NOAA". cameochemicals.noaa.gov.
7. ↑  Haynes, William M., ed. (2011). CRC Handbook of Chemistry and Physics (92nd ed.). Boca Raton, FL: CRC Press. ISBN 1439855110.
8. ↑  Nijhuis TA, Makkee M, Moulijn JA, Weckhuysen BM (2006). «The Production of Propene Oxide: Catalytic Processes and Recent Developments». Industrial & Engineering Chemistry Research. 45 (10): 3447–3459. doi:10.1021/ie0513090. hdl:1874/20149
9. ↑  Predefinição:Ullmann
10. ↑  Nijhuis TA, Makkee M, Moulijn JA, Weckhuysen BM (2006). «The Production of Propene Oxide: Catalytic Processes and Recent Developments». Industrial & Engineering Chemistry Research. 45 (10). 3447 páginas. doi:10.1021/ie0513090. hdl:1874/20149